# Dottrina Kennedy
La dottrina Kennedy si riferisce alle iniziative di politica estera del 35º presidente degli Stati Uniti d'America, John Fitzgerald Kennedy, nei confronti dell'America Latina, durante il suo mandato, dal 1961 al 1963.
Kennedy chiedeva aiuto per contenere l'avanzata del comunismo nell'emisfero occidentale.